# Coracões Futuristas
Corações Futuristas es el séptimo álbum de estudio del compositor Egberto Gismonti realizado en 1976 para EMI-Odeon. Continúa, tal como en su álbum anterior, con un estilo cercano al jazz fusión con elementos brasileños, como también a la música contemporánea académica. Destaca el tema Dança das Cabeças como uno de los clásicos del compositor.

## Pistas
- 01 - Dança das Cabeças (Egberto Gismonti) 08:29
- 02 - Café (Egberto Gismonti) 04:47
- 03 - Carmo (Egberto Gismonti-Geraldo Carneiro) 04:48
- 04 - Conforme a Altura do Sol (Egberto Gismonti) 01:15
- 05 - Polichinelo (Egberto Gismonti) 01:35
- 06 - Trem Noturno (Egberto Gismonti) 07:33
- 07 - Ano Zero (Egberto Gismonti-Geraldo Carneiro) 06:50
- 08 - Baião do Acordar (Novelli) 06:31

## Créditos
- Egberto Gismonti - gutarra acústica, piano y voz
- Mário Tavares - dirección de orquesta
- Robertinho Silva - percusón, batería
- Nivaldo Ornelas - saxo, flauta
- Luiz Alves - contrabajo
- Renato Sbragia - contrabajo
- Danilo Caymmi - flauta
- Mauro Senise - flautea
- Paulo Guimarães - flauta
- Márcio Montarroyos - trompeta
- Darcy Cruz - trompeta
- Edmundo Maciel - trombón
- Dulce Nunes - voz
- Joyce - voz

- violas: Arlindo Figueiredo Penteado, Frederick Stephany, Giza Kiszely, Nelson de Macedo

- violines: Alfredo Vidal, Chimanovitch, Bartik, Dias, Giancarlo Pareschi, Jorge Faini, José Alves da Silva, José Dias de Lana, Wagner, Robert Eduard Jean Arnaud, Salvador Piersanti, Virgilio Arraes, Walter Hack, Wilson Teodoro

- Datos: Q5788150